# Cogumelo Records
Cogumelo Records est un label discographique brésilien de heavy metal et rock, basé à Belo Horizonte, Minas Gerais.

## Histoire
Cogumelo Records débute en tant que studio d'enregistrement à Belo Horizonte, en 1980, et est devenu un label musical en 1985. La même année, le label produit le projet commun de deux jeunes groupes, Overdose et Sepultura, et la démo de ce dernier, Bestial Devastation). En 1986, Cogumelo Records produit Morbid Visions. le premier album de Sepultura, qui est importé en Europe par Roadrunner Records.
En 2011, Cogumelo Records s'associe avec Greyhaze Records pour une distribution nord-américaine. En 2020, pour fêter ses 40 ans d'existence, le label organise une tournée nord et sud-américaine, européenne et asiatique.

## Groupes et artistes
Les groupes actuels ou anciens ayant signé au label incluent notamment : Explicit Hate, Holocausto, Overdose, Pato Fu, Sarcasmo, Sarcófago, Sepultura, et Witchhammer.